# ノックは無用!
『ノックは無用!』（ノックはむよう）は、関西テレビ (KTV) ほかで放送されていたトーク番組である。制作局の関西テレビでは1975年1月18日から1997年9月27日まで、毎週土曜 12:00 - 13:00 （日本標準時）に放送。

## 概要
元漫画トリオの横山ノックと上岡龍太郎が司会を務めていた土曜昼の公開番組で、当時西天満にあった関西テレビ旧社屋のスタジオから生放送されていた。ノックたちがゲストに迎えた人物のエピソードを聞きだしていくという、オーソドックスなタイプのトーク番組であるが、トークだけでなく特徴的なコーナーも設けていた。また、観客を女性のみに限定していた。
番組名は、「（ドアをノックせずに入室するように）ゲストに気軽に来てほしい」という意味と、「選挙でいつ出演できなくなるかわからない横山ノックは番組に無用」という意味が込められている（番組構成を担当した久世進による）。
番組セットのボード（背景）には、成瀬國晴によるその時々における旬の人物のイラストが描かれていた。
番組中にかかる音楽は、その関西的なメロディからしばしばキダ・タローの作曲だと誤解されるが、宝塚歌劇団の劇中音楽を中心に活動する高橋城が担当したものである。なおエンディング曲はオープニングテーマとほぼ同じであるが後奏が異なっていたほか、途中で半音上がるオープニングとは違い最初から半音高い部分が演奏されていた。
1997年9月27日、その5日後に関西テレビの社屋が扇町へ移転するのが決まっていたことや、当時大阪府知事だったノックが公務等の都合でこれ以上出演するのは厳しかったことなどから、番組はこの日の放送をもって23年間・全1154回の歴史に幕を閉じた。

## 出演者
司会は、長らく横山ノックと上岡龍太郎のコンビで行われていたが、ノックが大阪府知事選挙に出馬した1995年3月およびその翌月の知事就任以降はタイトルが『ノックは無用!』にもかかわらずノックが不在という状態になり、桑原征平（当時関西テレビアナウンサー、『土曜大好き!830』と兼務）が司会を代行。その後は桂雀々が後任を務めていた。桑原が出演しない日はハイヒールモモコが代打司会を務めた。なお、司会のメイン格はノック・上岡時代はもちろんノックが上で、ノック不在時は上岡がメイン格になっていた。番組末期当時の関西テレビのホームページでは上岡がメイン司会とされていた。

### 横山ノックの選挙期間中の対応
ノックの参院選や大阪府知事選の選挙運動期間中には、カルーセル麻紀や桑原などが上岡とともに代打司会を務めていた。また、その間は公職選挙法対策のため、番組自体も『ロックは無用!』と一時改題した上で放送されていた。そして通常はCM入り前に、ドアを2回ノックする効果音の後にノックによる「ノックは無用！」のタイトルコールを流していたが、ノック不在時には錠をかける効果音の後に上岡による「ロックは無用！」のタイトルコールに変更していた。

## 主な内容
番組の構成の順番に記す。
- 司会者による自己紹介とオープニングトーク - 観客を3人ほど映した後に司会者が登場しあいさつする。「こんにちは」と挨拶した後のあいさつの言い回しはノックがいた時と桑原→雀々の時で変わっており、ノック・上岡の時は上岡が「今日も『ノックは無用！』でお楽しみいただきます」の後にノック・上岡が「私が〇〇です」と自己紹介しながら一歩前に出るアクションをしていた。不在の時は上岡が「『ノックは無用！』、私が上岡龍太郎です」と言いながら同じアクションをして、桑原→雀々も同じように挨拶していた。
- 早口言葉 - 魅惑の変身に挑戦する人を選ぶコーナー。「#魅惑の変身」の節で詳述。
- タイトルコール - ノックが「横山ノックの」と叫ぶと、右のこぶしを突き上げながら全員で「ノックは無用！」と叫んでいた。ノックの知事選出馬による降板後は、桑原→雀々の「せーの」に続いて「ノックは無用！」と叫んだ。その後タイトルアニメーション・司会・ゲスト・主要スタッフのテロップが出て提供クレジットとなっていた。
- トークコーナー
- 魅惑の変身、エンディング - 番組末期には、「テレフォンプレゼント」（時間の都合などにより「はがきプレゼント」になる場合もあった）が新設された。まず、オープニングにその日にプレゼントされる賞品が発表され、「魅惑の変身」披露後に、電話番号が発表され（のちに、その日の末尾制限も同時に発表されていた）、視聴者がその指定された番号にダイヤルする。そして、電話が繋がった視聴者に上岡が応対するが、「関西テレビです」としか言わず、それの返答および合言葉として「ノックは無用!」と返事をしないとクイズの解答権が得られない。そして、上岡から「今日○番目に登場した△△さんは誰でしょう？」（その際、答えとなるゲストの顔が映し出されている）というクイズに正解してやっと賞品獲得となる。はがきの場合にはクイズは同じで、それをはがきで応募するものであり、翌週のオープニングで正解と当選者を発表する流れであった。
- エンディング後のコーナー - このコーナーには後述する理由で出られない上岡は出演せずにノックとゲストの中から一組だけで進行していた。後枠が『ノンストップゲーム』だった時代はノック以外の司会者も登場して視聴者プレゼントを決めるゲームを行なっていた。同番組終了後はゲスト席に観客から数名を招いてゲストの一組に質問するコーナーに充てていた。ノックが不在となった後はこのコーナー自体が無くなり、エンディングからそのまま提供クレジットが出て終了していた。

他に、ノックが府知事になって数回のみ「今日の知事さん」というコーナーも行われていたが、実際に登場したのがわずかに1回だけで自然消滅した。

### トークコーナー
番組のメインコーナー。毎回5組が出演する。ゲストにはそれぞれのトークエピソードになぞらえて、「ごきげんさん」「さわやかさん」「あこがれさん」「失敗屋さん」「自慢屋さん」「仲良しさん」「フットライトさん」「こりごりさん」「アツアツさん」「一筋さん」「名物さん」などと称し紹介。入場時には上岡が「〇〇さんの登場です」、ノック→桑原→雀々が「〇〇さん、どうぞ〜っ」と呼び込みをした後、上岡がゲストに関する立て弁な紹介を発して際立せていた。呼び込みと紹介の間には上岡とノック（ノックの降板後もそのまま使用。桑原のバージョンもあった）の似顔絵が描かれた上記テーマにちなむコミカルなイラストが表示されていた（ゲストの入場口横に設置したフリップを接写）。
登場したゲストは登場口からみて一番手前の椅子（テレビ画面でみた場合は並べられた椅子の一番左にある椅子。司会者に最も近い位置にある）に着席する。次のゲストが現れるときにはその椅子を空けるため、先に登場していたゲストは、上岡による次のゲストの紹介中に一つずつ隣の椅子に移っていく（コンビのゲストなどがいて多人数となり、椅子が1列に収まらない場合は椅子は2列の配置になっており、前列の椅子の右端にいたゲストは後列の椅子に移る）。最初に登場したゲストは最終的には計4回椅子を替わることになる。
製作局の関西テレビが当時阪急東宝グループ（現・阪急阪神東宝グループ）の一員だったということもあり、宝塚歌劇団のスターも数多く登場した。ちなみに前週などにあまりに豪華なゲストを招きすぎると、数か月に一度の割合でゲスト全組が関西在住の芸人やタレントで固められることがあった。東京からのゲストが来られない時には、ピンチヒッターとしてリリアンや前述のカルーセル麻紀などを呼んでいたが、彼（女）らは番組初期の視聴率向上に貢献したことから、「困った時のニューハーフ」と司会の上岡が当番組最終回で語っていた（TBS『上岡龍太郎がズバリ!』も同様）。
当時関西では、土曜日に自社製作番組をローカル・全国ネットを問わず放送する局が多かったことから、自己のキャンペーン活動のために土曜早朝のラジオ番組、土曜朝8時台のワイドショー、土曜昼のこの『ノックは無用!』、そして日曜・月曜早朝の番組と続けて出演する東京のタレントもいた。
最終回は「こりごりさん」に「あこがれさん」の常連ゲストだった今いくよ・くるよ、「失敗屋さん」に後枠番組『ノンストップゲーム』の初期の司会者だった板東英二、「自慢屋さん」にピンチヒッターで頻繁に出演したカルーセル麻紀と番組にゆかりのある3組が招かれ、続く「あこがれさん」にはノックがゲストとして出演。最後のゲストとなる「仲良しさん」はノックの長男である山田一貴が司会者席にいた雀々と出演した。この時期の司会は上岡と雀々だが、最後の「仲良しさん」のブロックのみ雀々がゲストに回るため、ノックが司会席に座り往年のコンビが復活。自ら最後の呼び込み（「仲良しさん、どうぞ〜っ」）をして雀々と一貴を呼び込んだ。

### 魅惑の変身
観客の一般女性を、ゴージャスに変身させてあげようという企画。番組のオープニングで、変身する女性を決定する。
当初はスタジオの観客席（全て女性）の中から抽選で１人を選んでいた。後に、観客席（全て女性）から3人が抽選で選ばれ、彼女たちには視聴者からハガキで寄せられたオリジナルの早口言葉を言ってもらい、残りの観客全員の審査（拍手の多さ）によって最も上手く言えたとされる1名が、番組で用意した豪華衣装に変身できるシステムが導入された。なお残りの二人と投稿者には記念品として化粧品や宝石などが、末期には変身する1名にもホテルの招待券などの豪華賞品が贈られていた。さらに最終土曜日には「月間早口言葉大賞」としてその1か月に送られた投稿から1名を抽選し番組ノベルティの時計など賞品をプレゼントしていた。
また、早口言葉に挑戦する女性を上岡が抽選する際にはお約束があった。それは、横にいる横山ノックがその頃のヒット曲を歌うのだが、どの曲もタイトルを聞いただけでノックが適当にでっち上げたオリジナル曲と化していた。また、最後に、笑いに包まれた（早口言葉を練習する）スタジオを「やかましなぁ!」と一喝し、オチをつけるとともに番組の進行を促すという流れであり、ノックのお茶目振りを見せ付けた。これはノック降板後も桑原や雀々に引き継がれた。
そして、番組の最後に変身の結果が披露される。本人が登場した後、本人を映しながら使用した商品とその総額の紹介がなされる。変身のコーディネートにはルリ落合、ヘアメイクには村上京子がそれぞれ当たったが、装飾品の一品一品が豪華であったため、結果的には近畿方言で言うところのいわゆる「ゴッタ煮」に近い結果をもたらし、苦笑を招く変身のほうが多かった。変身前に上岡が「どんな変身をご希望ですか？」と訪ねるのが通例であったが、あまりに突飛な変身が続いたせいもあって「そのまま着て帰れるものを…」と答える人が続出し、これも会場の苦笑を誘った。
また、身につけたその衣装や装飾品は「すべて貴女の物です」と、変身した女性にプレゼントされた（数十万円相当であった。最高額は百数万円）。
まれにトークの時間が押してしまい、使用した商品とその総額の紹介ができずに女性が登場しただけで終わることがあった。
同コーナーでは変身した人が登場する前に、衣装や装飾品を提供した企業を紹介する時間があり、上岡が提供企業を紹介した後に社名を横山ノックが復唱する（途中からノック→桑原→雀々と一緒に観客が唱和するようになった）。大概は社名を復唱するのみだが、かつらの提供をしていたフォンテーヌの場合にはノックが「ふぉん、て〜ぬ」と発音しており、同社が一躍有名になるきっかけにもなった。

## 関西以外でのネット局
- 東京12チャンネル（現・テレビ東京） - 番組初期に、番販という形で遅れネットで放送。放送開始日は1976年10月4日、放送時間は毎週月曜13時～14時[3]。同局が当時系列局を持たない独立放送局だったことや、関西テレビのキー局であるフジテレビにネット枠が無かったための措置とされる[誰によって?]。東京12チャンネルが関西テレビのバラエティ番組を放送したのは、この『ノックは無用!』と『花の新婚!カンピューター作戦』の2本だけである（後者は一時期[いつ?]フジテレビとチバテレビとテレ玉でも放送されていた）。
- テレビ神奈川
- 東海テレビ - 番組スタート時から同時ネットしていたが、1988年秋の改編を機にネットを終了した。同局は前番組の『お好み上方寄席』もネットしていた。
- 岡山放送
- テレビ新広島 - 1980年代後半まで[いつまで?]、編成により同時または時差ネットで放送されていた。
- テレビ西日本
- サガテレビ - 番組スタート当初から関西テレビとの同時ネットで放送されていたが、1990年半ば[いつ?]にネット打ち切り。
- テレビ長崎
- テレビ大分（日本テレビ系主系列のトリプルネット局） - 1970年代の一時期[いつ?]のみ同時ネットしていた。

## 備考
- 当初は、その週に起こった様々な話題を議論するニュースバラエティとしてスタートしたが、ほどなくしてゲストにまつわるエピソードを聞き出すスタイルの番組に路線変更された。
- 放送開始前の前説は本来無名の若手芸人が行うが、本番組ではノック→桑原→雀々・上岡が行うスタイルを貫いた。
- 番組前期には、観客はその後の13:00 - 14:00に生放送の『ノンストップゲーム』とセットで観覧するシステムとなっていた。したがって東海テレビなど、2番組のどちらかしかネットしない局にとっては話のつながりがわからないトークになるような場合もあった。また、一時期うつみ宮土理司会の『遠慮は無用!』でもノンストップゲームと同じように観覧するシステムとなっていた。
- 若手のお笑い芸人たちが出演するコーナーも設けていた。デビューして間もない頃の今田耕司、東野幸治、ハリガネロックなどが出演したときの映像は、貴重映像として他の番組で取り上げられることもある。
- ノックが大阪府知事に就任する直前の1995年3月21日の放送を以ってノックは事実上最後の出演となったが、この日の番組の終わりの挨拶において「ワシが出えへんようになっても番組みいや（見てね）。これは知事命令やで。」と冗談を交えながら笑いを誘い、最後を締めくくった。
- 当番組終了から3か月後の1997年12月27日と、2年後の1999年7月17日の計2回にわたって、復活特番を放送。ノックと上岡のかつてのコンビが復活し、前者の放送では「ノックは無用 SPECIAL」として90分放送され、魅惑の変身コーナーではスペシャルコーディネーターとして桂由美が出演。花嫁衣裳のコーディネートを務めた。後者は「ノックは無用 大変身SPECIAL」として、午後3時半から6時までの2時間半にわたって放送された[4]（ゲストは中尾ミエ、間寛平、上沼恵美子、松田龍平他）
- 後年、番組はクリアビジョン制作で放送。表記はフジテレビで使われたものではなく、日本テレビと読売テレビで使われたものだった。
- 上岡は当該番組の生放送を挟んで、1984年 - 1993年に『ときめきタイムリー』（読売テレビ）を担当していたころは、番組終了から1時間以内に東天満から西天満へ移動しており、それらを踏まえて冒頭のフレーズの前に「『ときめきタイムリー』から『ノックは無用!』へと・・・」とコメントしていた。さらに終了後、『歌って笑ってドンドコドン』（ラジオ大阪）のパーソナリティを務めていたため、西天満に当時、本社があった関西テレビでの生放送後は『 - ドンドコドン』の生放送に間に合わせるため、御堂筋から四ツ橋筋を超えて、梅田に本社があったOBCにスタジオ入りするという綱渡りのスケジュールを毎週 行っていた[5]。そのため、エンディングが終わると13時からの放送に間に合わせるため、上岡は関西テレビをすぐに退出して、ラジオ大阪へ自動車で移動。前述した通りエンディング後のコーナーはノック単独で進行した。OBC本社が弁天町へ移転した際は西天満から弁天町へは移動に時間がかかるため『 - ドンドコドン』の放送時間が1時間繰り下げられたほか、長時間の特番放送時には関西テレビのスタジオにラジオブースを設置してそこから放送した。

## スタッフ
- 構成：久世進
- 音楽：高橋城
- プロデューサー：千草宗一郎、梁典雄
- ディレクター：森田拓治、喜多隆